# Lockhart (Alabama)
Lockhart és una població dels Estats Units a l'estat d'Alabama. Segons el cens del 2000 tenia 548 habitants.

## Demografia
Segons el cens del 2000, Lockhart tenia 548 habitants, 229 habitatges, i 147 famílies. La densitat de població era de 194,1 habitants/km².
Dels 229 habitatges en un 30,6% hi vivien nens de menys de 18 anys, en un 48,5% hi vivien parelles casades, en un 11,8% dones solteres, i en un 35,4% no eren unitats familiars. En el 33,2% dels habitatges hi vivien persones soles el 15,7% de les quals corresponia a persones de 65 anys o més que vivien soles. El nombre mitjà de persones vivint en cada habitatge era de 2,39 i el nombre mitjà de persones que vivien en cada família era de 3,01.
Per edats la població es repartia de la següent manera: un 25,4% tenia menys de 18 anys, un 8% entre 18 i 24, un 24,8% entre 25 i 44, un 25,4% de 45 a 60 i un 16,4% 65 anys o més.
L'edat mediana era de 39 anys. Per cada 100 dones hi havia 92,3 homes. Per cada 100 dones de 18 o més anys hi havia 85,1 homes.
La renda mediana per habitatge era de 23.281 $ i la renda mediana per família de 29.688 $. Els homes tenien una renda mediana de 20.625 $ mentre que les dones 18.750 $. La renda per capita de la població era de 14.338 $. Aproximadament el 17,5% de les famílies i el 25,5% de la població estaven per davall del llindar de pobresa.

## Poblacions properes
El següent diagrama mostra les poblacions més properes.